# Arroyo
 Ovo je glavno značenje pojma Arroyo. Za druga značenja pogledajte Arroyo (razdvojba).
Arroyo, naziv na španjolskom jeziku za vrstu potoka, koji na engleskom odgovara riječ brook. Na jugozapadu SAD riječju arroyo naziva se korito potoka kojim voda povremeno teče, pojednostavljeno kazano. Pojam je složenijeg značenja. U Novom Meksiku brojnim arroyima riječ "arroyo" je u imenu, poput Arroyo Chico, Arroyo Colorado i tako dalje. Neki arroyi su postali zvani wash ili čak creek (crick), premda su uobičajeno suhi vodotoci. Arroyo je ponekad u imenu znatno veće doline ili kanjona kroz koji teče arroyo, poput Arroyo Hondo ili Arroyo Seco.